# 22890 Ruthaellis
22890 Ruthaellis è un asteroide della fascia principale. Scoperto nel 1999, presenta un'orbita caratterizzata da un semiasse maggiore pari a 2,2671607 UA e da un'eccentricità di 0,1741721, inclinata di 7,10304° rispetto all'eclittica.